# Noveno problema de Hilbert
El noveno problema de Hilbert (uno de los conocidos como veintitrés Problemas de Hilbert, publicados en 1900 por el matemático alemán David Hilbert), solicita encontrar la ley de reciprocidad más general para los residuos de la norma del k-ésimo orden en un cuerpo de números algebraicos general, donde k es una potencia prima.

## Progresos realizados
El problema fue parcialmente resuelto por Emil Artin (1924; 1927; 1930) al establecer la ley de reciprocidad de Artin que se ocupa de la extensión abeliana de los cuerpos de números algebraicos. Junto con el trabajo de Teiji Takagi y Helmut Hasse (quienes establecieron la ley de reciprocidad de Hasse más general), esto llevó al desarrollo de la teoría de cuerpos de clases, realizando el programa de Hilbert de una manera abstracta. Posteriormente, Igor Shafarevich (1948; 1949; 1950) encontró ciertas fórmulas explícitas para residuos de normas.
La generalización no abeliana, también conectada con el duodécimo problema de Hilbert, es uno de los desafíos más antiguos en la teoría de números y está lejos de ser completado.